# وارن‌هام
وارن‌هام (به انگلیسی: Warnham) یک روستا و محله مدنی در بریتانیا است که در Horsham District واقع شده‌است. وارن‌هام ۱۹٫۸۰ کیلومتر مربع مساحت و ۱٬۹۵۸ نفر جمعیت دارد.